# Waterlooswerve
Waterlooswerve was een cisterciënzer vrouwenklooster bij het Nederlandse dorp Aagtekerke, provincie Zeeland. Na de Reformatie werd het een buitenplaats. Het laatste restant van het complex werd in de jaren 20 van de 20e eeuw afgebroken. Tegenwoordig staat er op de voormalige kloosterlocatie een boerderij.

## Geschiedenis

### Emelisse
In 1223 werd in Emelisse op Noord-Beveland het klooster Onze-Lieve-Vrouwekamer gesticht. Vanwege overstromingen in de jaren 1287/1288 verhuisde het klooster van Emelisse naar een nieuw gebouw op het veiliger Walcheren. Uit een oorkonde van 2 maart 1297 blijkt dat de verhuizing op dat moment reeds was afgerond en dat het klooster in Emelisse niet meer bestond.

### Aagtekerke
Het nieuwe klooster stond in de buurt van Domburg. Er was gekozen voor een hoger gelegen locatie die nog eens extra werd opgehoogd met de grond die vrijkwam bij het graven van de grachten en vijvers. Vanwege deze hoge ligging van het klooster, op een plek die veilig was voor het zeewater, kreeg het klooster de naam Waterlooswerve. Nabij het klooster ontstond het dorp Aagtekerke.
In 1563 bleek een deel van de oude gronden op Noord-Bevelend weer te zijn drooggevallen. Omdat het om voormalige bezittingen ging van het klooster te Emelisse, maakte de abdis van Waterlooswerve, Margriete van Bourbon, aanspraak op een deel van de opbrengsten van deze drooggevallen gronden.

### Beeldenstorm
In 1566 had het klooster te lijden onder hevige vernielingen tijdens de Beeldenstorm. De Reformatie zorgde ervoor dat de nonnen in 1572 het klooster verlieten. De Staten van Zeeland namen het klooster in beslag en zij verkochten het in 1576 aan de uit Vlissingen afkomstige Jan Jansz. Cooman. Het kloostercomplex bestond uit de restanten van het omgrachte klooster met boomgaarden en 125 gemeten land. Cooman verkocht het complex door aan Bastiaan Piersen. Nadat Piersen was overleden, kreeg de Vlissingse burgemeester Jan Lambrechtsz. Coolen het voormalige klooster in eigendom.

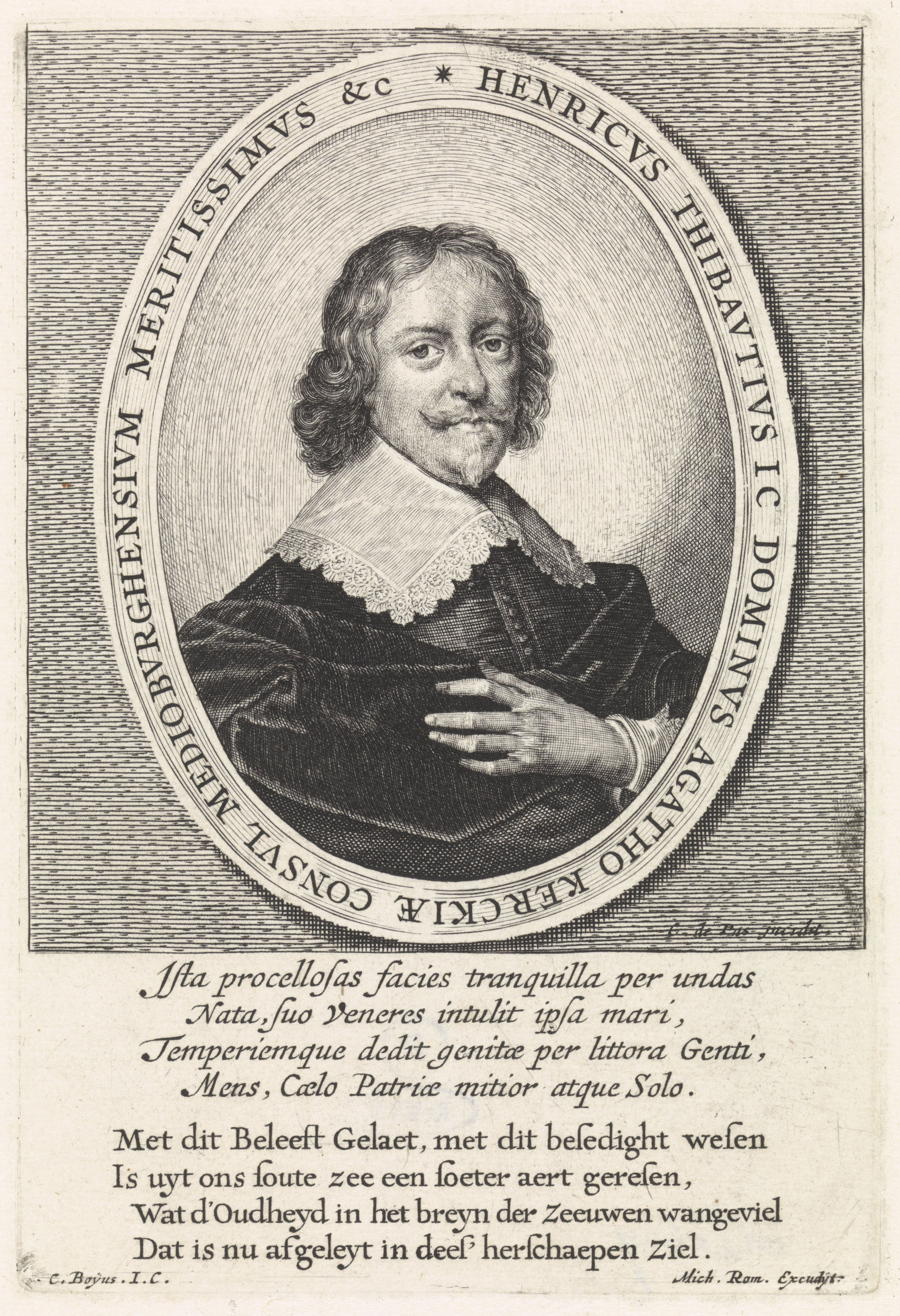
Hendrick Thibaut, eigenaar van Waterlooswerve en heer van Aagtekerke

### Buitenplaats en boerderij
Het was waarschijnlijk de zoon van Jan Lambrechtsz. Coolen die in 1626 Waterlooswerve herbouwde als buitenplaats.
Midden 17e eeuw zou Coolens kleindochter Isabella Porrenaer haar bezit uitbreiden met driekwart van de ambachtsheerlijkheid Aagtekerke. Zij trouwde met Hendrick Thibaut (1604-1667), die dankzij dit huwelijk dus heer van Aagtekerke werd. Hun dochter Johanna Thibaut van Aagtekerke (1645-1669) trouwde in 1664 met Frederick Huyssen (1636-1679) en het stel woonde afwisselend in Middelburg en op de buitenplaats. Rond 1700 was Johan Huyssen de eigenaar.
Het huis Waterlooswerve bestond in de 17e uit meerdere bouwdelen en een hoge traptoren. Naast het huis stond een boerderij met een schuurgedeelte. Rondom het huis en boerderij was een grachtenstelsel aanwezig dat het terrein in aparte vlakken verdeelde.

In 1743 overleed eigenaresse Maria Nagtegael, weduwe van Johan van der Mandere. Waterlooswerve was waarschijnlijk al sinds eind 17e eeuw niet meer in gebruik geweest en was daardoor in verval geraakt. Ze liet Waterlooswerve na aan haar kinderen Johanna Susanna en Jacob, die echter geen behoefte hadden aan de buitenplaats: Johanna Susanna was getrouwd met Johan Gualtherus van der Poort en ging elders wonen, Jacob bezat reeds Den Boede. Ze verkochten daarom al in 1744 Waterlooswerve aan Jan Schietekatte, die het als boerderij ging gebruiken. 

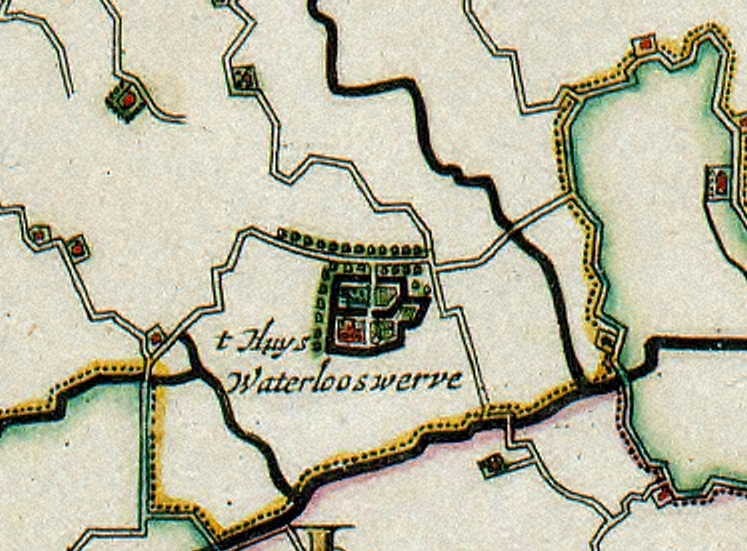
Waterlooswerve op een kaart uit 1681

Een tekening uit 1745 toont dat een deel van het oude huis was afgebroken en dat de traptoren grotendeels was verdwenen. In 1820 bestond het herenhuis nog gedeeltelijk, maar uiteindelijk zou Waterlooswerve in de 19e eeuw verder afnemen in belang en werd het uiteindelijk een gewone boerderij met de bijnaam Het Klooster.

### Sloop boerderij
De boerderij Het Klooster is in de jaren 20 van de 20e eeuw afgebroken. Voorafgaand aan de sloop van de boerderij vond nog wel enig onderzoek plaats. Er bleken nog kelders met tongewelven, het onderstuk van de traptoren en een schouw aanwezig. De boerderij zelf was deels opgetrokken in oude moppen, maar door het rommelige verband waarin ze waren gemetseld, ging het niet om een oude muur maar om later hergebruik van oude stenen. Van de buitenplaats waren verder slechts een datumsteen en een gangpoortje behouden gebleven.

## Schat
Naar verluidt zou het voormalige klooster over een schat van twaalf gouden apostelbeelden beschikken. Die zouden in een onderaardse gang zijn verstopt. Noch de gang noch de beelden zijn ooit gevonden.